# Martin Vrábeľ
Martin Vrábel (* 21. září 1955 Prešov) je bývalý československý dálkový běžec a maratonec. Účastnil se mužského maratonu a běhu na 10 km na Letních olympijských hrách 1988 v Soulu, oba závody však nedokončil. Je osminásobným mistrem ČSSR v běhu na 10 km (v letech 1981, 1982, 1984-1989) a dvojnásobným mistrem ČSSR v běhu na 5 km z let 1984-1985. Na Mistrovství světa v atletice 1987 v Římě skončil v běhu na 10 km na 6. místě a v maratonu na 12. místě. Je vítězem mnoha maratonů, jako například maratonu v Hamburku, v polském městě Debno nebo v Madridu.

## Osobní rekordy
| Disciplína | Čas      | Datum           | Místo     |
| ---------- | -------- | --------------- | --------- |
| 3 000 m    | 7:55,97  | 20. srpna 1984  | Budapešť  |
| 5 000 m    | 13:39,5  | 13. června 1982 | Gateshead |
| 10 000 m   | 28:05,59 | 29. srpna 1987  | Řím       |
| půlmaraton | 1:04:39  | 20. září 1992   | Gateshead |
| maraton    | 2:12:40  | 20. ledna 1991  | Houston   |